# John Willis Ellis

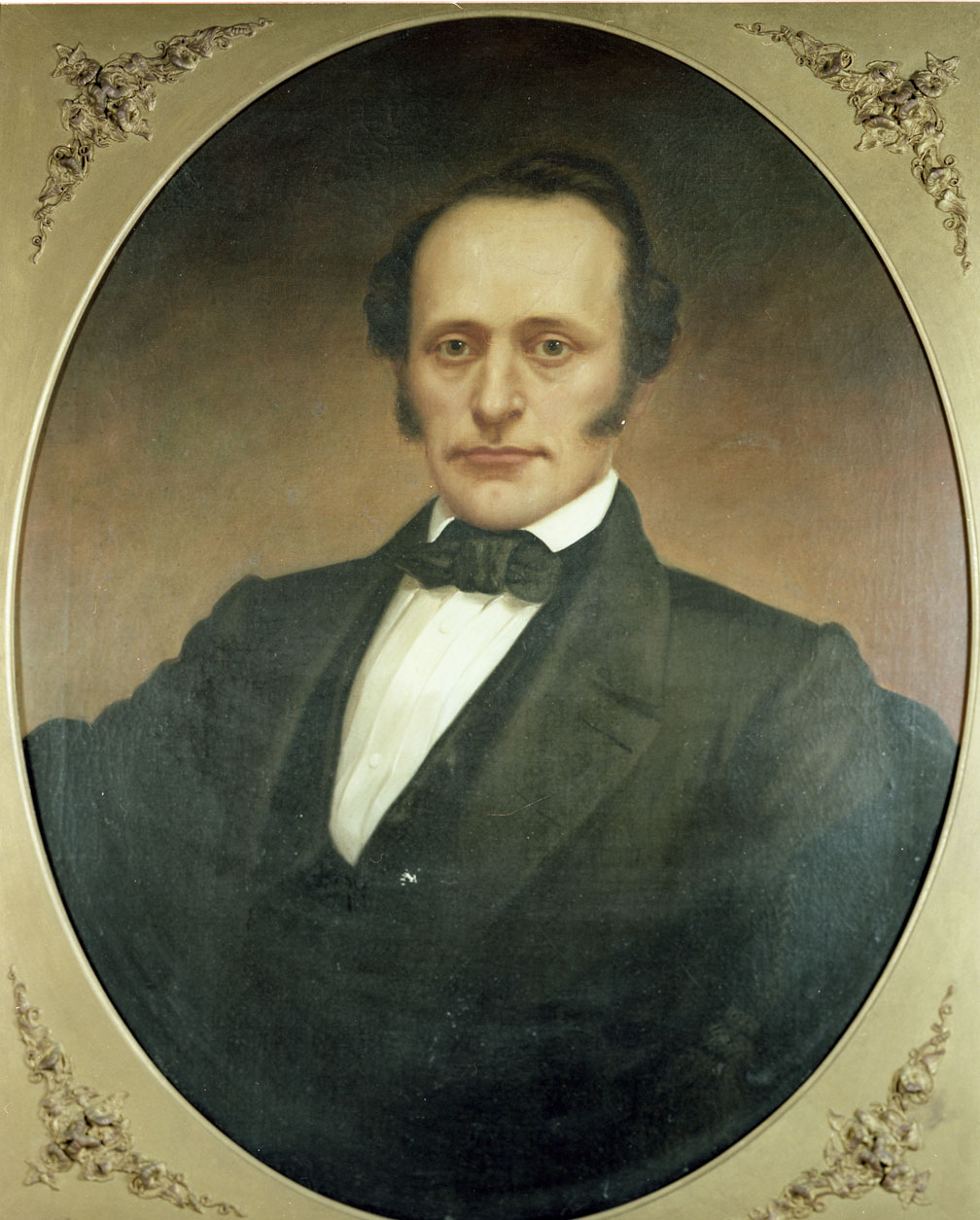
John Willis Ellis

John Willis Ellis (* 23. November 1820 im Rowan County, North Carolina; † 7. Juli 1861 in Raleigh, North Carolina) war ein US-amerikanischer Politiker und der 35. Gouverneur des Bundesstaates North Carolina.

## Frühe Jahre und politischer Aufstieg
John Ellis besuchte das Randolph-Macon College und anschließend die University of North Carolina. Dort machte er 1841 seinen Abschluss. Nach einem Jurastudium und der anschließenden Zulassung als Anwalt schlug er in Salisbury eine Laufbahn als Jurist ein. Seine politische Karriere begann 1843 als Delegierter auf dem Staatsparteitag der Demokraten. Zwischen 1844 und 1849 saß er als Abgeordneter im Repräsentantenhaus von North Carolina. Danach war er ab 1848 für zehn Jahre Richter in diesem Staat. Seine Partei nominierte ihn zum Kandidaten für die 1858 anstehende Gouverneurswahl, die Ellis mit 52,7 Prozent der Stimmen gegen John Pool von der Opposition Party gewann.

## Gouverneur von North Carolina
Ellis trat sein neues Amt am 1. Januar 1859 an und wurde 1860 bestätigt. Er setzte sich für eine Verbesserung der Infrastruktur und eine Reorganisation der Nationalgarde ein. Das alles beherrschende Thema jener Zeit war allerdings die Krise zwischen den Nord- und den Südstaaten und die dadurch drohende Kriegsgefahr. Gouverneur Ellis unterstützte die Position des Südens und lehnte eine Anfrage von Präsident Abraham Lincoln entschieden ab, der um militärische Unterstützung der Union durch North Carolina bat. Ellis ließ sich seine Entscheidung vom Parlament seines Staates bestätigen. Am 20. Mai 1861 beschloss die Regierung und das Parlament von North Carolina den Austritt aus der Union. Damit schloss sich der Staat erwartungsgemäß der Konföderation an. Gouverneur Ellis überlebte dieses Ereignis nicht lange. Er starb am 7. Juli 1861 im Amt. Senatspräsident Henry Toole Clark beendete seine angebrochene Amtszeit. Ellis war zweimal verheiratet und hatte insgesamt zwei Kinder.